# مصفح (كحلان عفار)

تعديل مصدري - تعديل

مصفح هي إحدى قرى عزلة عزان بمديرية كحلان عفار التابعة لمحافظة حجة، بلغ تعداد سكانها 169 نسمة حسب تعداد اليمن لعام 2004.